# Sankt Gotthardsbanan
Sankt Gotthardsbanan är en järnvägslinje genom bergskedjan Sankt Gotthard i Schweiz.
Sankt Gotthardsbanans egentliga sträckning är mellan Schwyz i norr och Chiasso i söder. I Schwyz ansluter den till linjerna mot Zug och vidare mot Zürich, i Chiasso mot det italienska järnvägsnätet. Banan började byggas 1872 och de första delsträckorna var klara två år senare. Hela St Gotthardsbanan invigdes i maj 1882 efter att den 15 kilometer långa Gotthardstunneln, då världens längsta järnvägstunnel, färdigställts och togs i drift 1 juli samma år. 

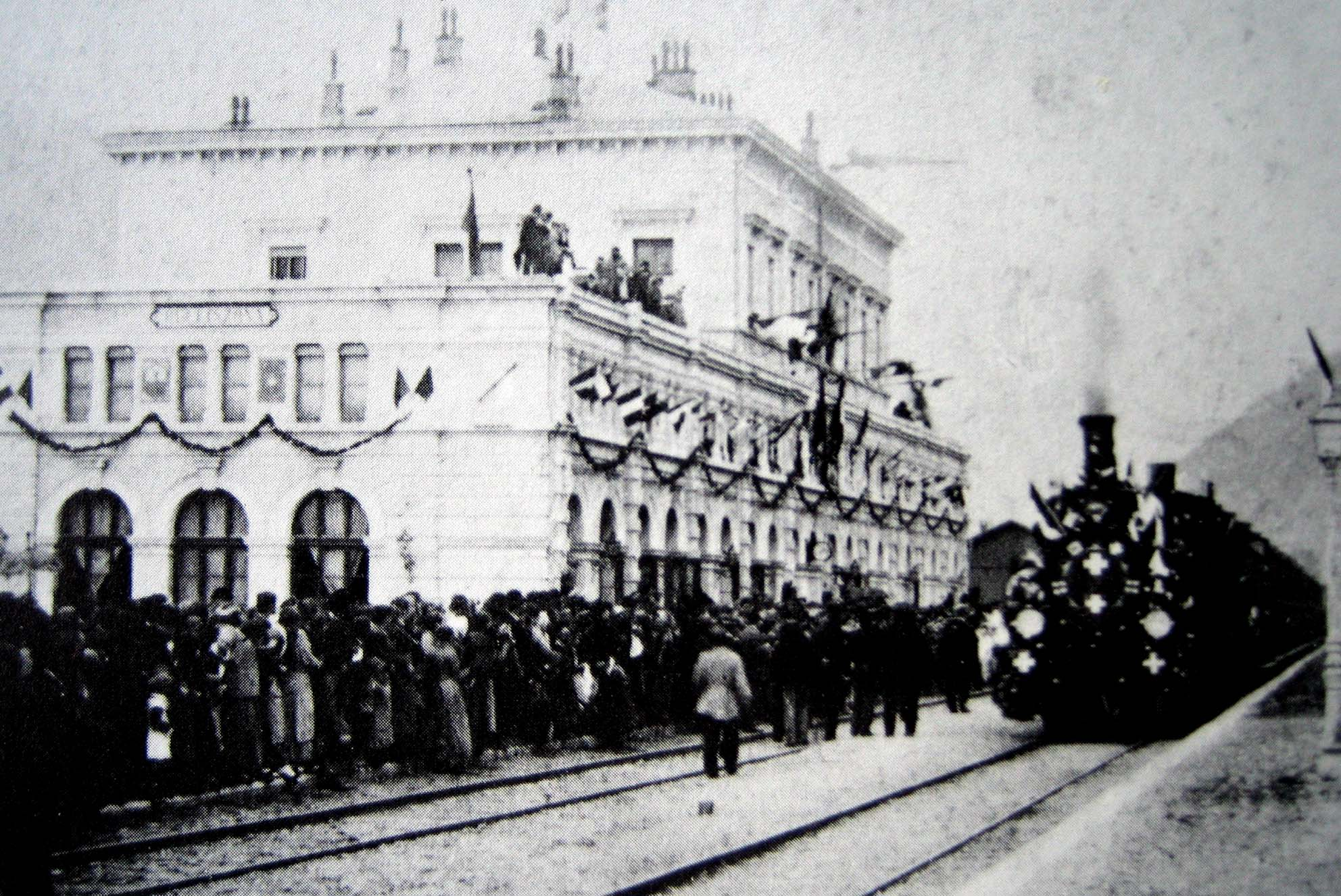
Invigningen av St Gotthardbanan i Bellinzona, 1882.

St Gotthardsbanan var då som idag en mycket krävande linje, med kraftiga stigningar och flera spiraler och loopar för att vinna höjd. En del av dessa spiraler och loopar ligger dessutom i tunnlar. Särskilt spektakulär är banan runt orten Wassen där linjen passerar orten tre gånger på olika nivåer. 
Man har hela tiden projekterat tunga godstågslok till denna bana. Under första världskriget blev bristen på kol en av orsakerna till att banan elektrifierades. Nu behövde man ett starkt lok som kunde dra tunga tåg på denna linje med många kraftiga stigningar och som kunde dra tågen med oförminskad kraft genom alla kurvorna. Svaret blev det stora "Krokodilen".
Linjen är sedan 1965 dubbelspårig i hela sin längd. Turtätheten är mycket hög och det är Schweiz mest trafikerade järnväg, såväl till antalet tåg som till mängden gods och passagerare. Banan trafikeras av persontåg samt tunga godståg som går mellan Italien och norra Europa. Persontågen går även i lokal- och regionaltrafik. Med bygget av den 57 km långa Gotthardbastunneln, som öppnade 2016, har de svåraste partierna av linjen mellan Biasca och Erstfeld kunnat elimineras. Gotthardbastunneln är världens längsta järnvägstunnel.